# 霍恩林登 (密西西比州)
霍恩林登（英語：Hohenlinden）是位於美國密西西比州韋伯斯特縣的非建制地區。

## 歷史
霍恩林登的郵局於1848年設立，其後於1950年停運。

## 地理
霍恩林登所處的海拔為高於海平面127米（即417英呎），而該地所採用的時區為UTC-6，即北美中部時區（CST）。同時該地設有夏令時間，為UTC-6調快一小時，即UTC-5（CDT）。